# Полесский сельсовет (Чечерский район)
Полесский сельсовет (бел. Палескі сельсавет) — административная единица на территории Чечерского района Гомельской области Республики Беларусь. Административный центр — агрогородок Полесье.

## Состав
Полесский сельсовет включает 10 населённых пунктов:
- Барсуки — посёлок
- Безбожник — посёлок
- Болсуны — деревня
- Будище — деревня
- Высокая Грива — посёлок
- Заручье — посёлок
- Калинино — посёлок
- Коммунар — посёлок
- Новая Деревня — посёлок
- Полесье — агрогородок

Упразднённые населённые пункты:
- Осиновка — деревня